# 2004년 하계 올림픽 탁구
2004년 하계 올림픽 탁구 경기는 8월 14일부터 8월 23일까지 그리스의 갈라치 올림픽 홀에서 열렸다. 대한민국은 유승민이 남자 단식에서 금메달을 따는 이변을 일으키는 등 금은동 각각 1개씩의 메달을 따냈고, 남자 단식 이외의 종목에서는 중국이 모두 금메달을 싹쓸이 했다. 남/녀 복식 종목이 치러진 마지막 대회이며, 이후 올림픽에서는 복식 종목이 단체전으로 대체되었다. 그 외에 홍콩과 북한은 은메달 하나씩을, 덴마크는 동메달을 한 개 따냈다.

## 메달 집계

### 순위
모든 순위는 2004년 하계 올림픽 공식 홈페이지를 따른다. 
| 순위 | 나라                                    | 금 | 은 | 동 | 합계 |
| 1    | 중국 (CHN)                              | 3  | 1  | 2  | 6    |
| 2    | 대한민국 (KOR)                          | 1  | 1  | 1  | 3    |
| 3    | 홍콩 (HKG) 조선민주주의인민공화국 (PRK) | 0  | 1  | 0  | 1    |
| 5    | 덴마크 (DEN)                            | 0  | 0  | 1  | 1    |
| 합계 | 합계                                    | 4  | 4  | 4  | 12   |

### 종목
| 종목             | 금                       | 은                                  | 동                                   |
| ---------------- | ------------------------ | ----------------------------------- | ------------------------------------ |
| 남자 단식 자세히 | 유승민 대한민국 (KOR)    | 왕하오 중국 (CHN)                   | 왕리친 중국 (CHN)                    |
| 여자 단식 자세히 | 장이닝 중국 (CHN)        | 김향미 조선민주주의인민공화국 (PRK) | 김경아 대한민국 (KOR)                |
| 남자 복식 자세히 | 천치 - 마린 중국 (CHN)   | 코라이착 - 리칭 홍콩 (HKG)          | 미카엘 마세 - 핀 투그웰 덴마크 (DEN) |
| 여자 복식 자세히 | 왕난 - 장이닝 중국 (CHN) | 이은실 - 석은미 대한민국 (KOR)      | 궈웨 - 뉴젠펑 중국 (CHN)             |